# Геологія Болгарії
Геологія Болгарії
Територія Болгарії входить до складу молодої Альпійсько-Гімалайської складчастої області і Мізійської платформи. На території країни виділяються Мізійська плита, Балканідна складчаста система — Родопський серединний масив. Мізійська плита, яка займає Дунайську низовину, має блокову структуру і представлена двома структурними комплексами: нижнім (фундамент плити), складеним допалеозойськими породами, і верхнім, який залягає неузгоджено і складений верхньопалеозойськими, мезозойськими і кайнозойськими відкладами (чохол плити). З ними пов'язані родовища нафти, газу, вугілля, руд марганцю, вогнетривких глин, каоліну, гіпсу та ін.
Балканідна складчаста система розташована між Мізійською плитою і Родопським серединним масивом. З ним пов'язані родовища руд заліза, міді, свинцю, цинку, що залягають серед карбонатних порід тріасу, а також родовищ кам'яного вугілля верхньої крейди.
Сейсмічність.
Територія Болгарії є частиною активної в сейсмічному відношенні області Балканського півострова, що входить до складу Середземноморського сейсмічного поясу. З 1900 р. в Болгарії зареєстровано 12 руйнівних землетрусів.